# Serbski Sokoł
Serbski Sokoł – założone w 1920 roku w Budziszynie przez patriotów łużyckich towarzystwo sportowe. Działało ono do 1933 roku, kiedy to zostało rozwiązane przez nazistów. 
W roku 1949 władze NRD nie wydały zgody na jego reaktywację.
Ponownie działalność Serbskiego Sokoła została wznowiona w 1993 w Hórkach z inicjatywy Jurja Frencla prezesa drużyny DJK Sokoł Ralbicy/Hórki. Jurij Frencl był przedwojennym członkiem Serbskiego Sokoła do roku 1933.